# Marco Orsi
Marco Orsi (* 11. Dezember 1990 in Budrio) ist ein italienischer Schwimmer.

## Werdegang
Am 6. März 2009 stellte er bei den Italienischen Frühjahrs-Meisterschaften in Riccione einen neuen italienischen Rekord über 50 m Freistil mit 21,82 Sekunden auf und war damit der erste Italiener unter 22 s. Wieder in Riccione bei den Winter-Meisterschaften 2009 war er der Erste, der die 21 s unterbot.
Bei den Kurzbahneuropameisterschaften 2013 gewann er in der 4 × 50-m-Lagenstaffel nachträglich Gold, nachdem der als Dopingsünder enttarnte erstplatzierte Russe Witali Melnikow mit seiner Mannschaft überführt worden war.